# Risiocnemis praeusta
Risiocnemis praeusta är en trollsländeart som beskrevs av Hämäläinen 1991. Risiocnemis praeusta ingår i släktet Risiocnemis och familjen flodflicksländor. Inga underarter finns listade i Catalogue of Life.